# チョークポイント
チョークポイント（英: choke point）とは、海洋国家の地政学における概念のひとつであり、
シーパワーを制するに当たり、戦略的に重要な海上水路をいう。
シーレーン防衛において重要な航路が集束している部位を指し、例えばスエズ運河やパナマ運河など、水上の要衝を意味する。地形上の隘路を意味するボトルネックに対し、チョークポイントは水上航路に使われる。よって、陸上は含まず、海峡や運河、場所によっては港湾など、もっぱら水運の要衝を指す。転じて、物事の進行を左右する重要な部分を指す単語として用いられる。

## 概要
英語での「choke point」は、文字通り「絞めることで、相手を苦しめられるポイント」を語源とし、軍事的な意味合いにおいても海峡や運河などの海上に限らず、陸上における峡谷や橋なども含めた要衝、隘路を表す。
石油や天然ガスといった主要なエネルギー資源の取引が世界規模になっており、複数の国・地域を支えるうえで物資輸送ルートとしてのチョークポイントにおける安全保障が重要となる。
世界にチョークポイントがいくつあるかについては、論者により大きく異なるが、その内決定的な影響を与えるチョークポイントについては地政学上広く語られる。またこれらは各国家の位置、立場によって定義が変わるもので、例えば中東への依存度が高い日本にとってはホルムズ海峡、マラッカ海峡がとりわけ重要な箇所となる。
チョークポイントという「点」を押さえるだけで、水路そのもの（線）や太洋（面）の全てを押さえることができるというのは、海軍的な発想であり、費用に比して多くの成果をもたらしている。（要衝そのものを重視する発想は陸軍でも常にあることはいうまでもない。）
チョークポイントを抑えることが必要なのは、シーパワー（例えばアメリカ）にとってのことであり、ランドパワー（例えばロシア、中国が挙げられる場合があるが、両国とも経済発展と共に海洋への依存度が日増しに増大しており、海賊対策の名目で積極的に外洋に海軍を派遣したり海軍の近代化を急ぐなど、近年シーパワーの強化が著しい）にとっては常に重要なことではない。しかし、チョークポイントにおいて航路を一つでも、敵国の影響下から引き離せば、それは当該国にとって大きな勝利となるのである。

## 代表的なチョークポイント
- スエズ運河（地中海と紅海、アフリカ大陸とシナイ半島）
- フロリダ海峡（メキシコ湾と大西洋、フロリダ半島とキューバ島）
- パナマ運河（太平洋と大西洋）
- マゼラン海峡（太平洋と大西洋、南アメリカ大陸とフエゴ島）
- ベーリング海峡（北極海とベーリング海、チュクチ半島とスワード半島）
- バシー海峡（南シナ海とフィリピン海、台湾島とバタン諸島）
- マラッカ海峡（アンダマン海とジャワ海、マレー半島とスマトラ島）、スンダ海峡（インド洋とジャワ海、スマトラ島とジャワ島）
- ホルムズ海峡（ペルシア湾とオマーン湾）
- バブ・エル・マンデブ海峡（紅海とアデン湾、アラビア半島とアフリカ大陸）
- ジブラルタル海峡（大西洋と地中海、イベリア半島とアフリカ大陸）
- ダーダネルス海峡（エーゲ海とマルマラ海、バルカン半島とアナトリア半島）
- ボスポラス海峡（マルマラ海と黒海、バルカン半島とアナトリア半島）
- GIUKギャップ（グリーンランドとアイスランドとイギリス、大西洋と地中海、大西洋と北海）
- 宗谷海峡（北海道と樺太）
- 津軽海峡（本州と北海道）
- 関門海峡（本州と九州）
- 対馬海峡（九州と朝鮮半島）
- 大隅海峡（九州と南西諸島）
- 台湾海峡（台湾島と中国本土）
- 喜望峰（南アフリカの西ケープ州の岬）
- イギリス海峡（グレートブリテン島とヨーロッパ大陸）
- ロンボク海峡（インドネシアのロンボク島とバリ島）